# Orgilus coloradensis
Orgilus coloradensis är en stekelart som beskrevs av Muesebeck 1970. Orgilus coloradensis ingår i släktet Orgilus och familjen bracksteklar. Inga underarter finns listade i Catalogue of Life.